# Thani Mohamed Soilihi
Pour les articles homonymes, voir Soilihi.
Thani Mohamed Soilihi, né le 20 juin 1972 à Sada (Mayotte), est un homme politique français. 
Il est sénateur de Mayotte à partir de 2011 et est élu vice-président du Sénat en 2017.
En septembre 2024, il est nommé secrétaire d'État à la Francophonie et aux Partenariats internationaux dans le gouvernement Barnier, devenant le premier Mahorais à entrer dans un gouvernement français. 

## Biographie
Avocat au barreau de Mayotte à partir de 1999, il est conseiller municipal d'opposition de Sada de 2001 à 2008.
Au terme de l'élection sénatoriale de 2011 à Mayotte, il est élu sénateur sous l'étiquette divers gauche. Membre de la commission des lois, il siège sur les bancs du groupe socialiste puis rejoint, en 2017, le groupe La République en marche.
Il devient l'un des huit vice-présidents du Sénat en octobre 2017, devenant ainsi le premier parlementaire issu des outre-mer à occuper ce poste depuis Gaston Monnerville.
Le 21 septembre 2024, il est nommé secrétaire d'État à la Francophonie et aux Partenariats internationaux dans le gouvernement Michel Barnier. Le 23 décembre suivant, il conserve les mêmes attributions dans le gouvernement Bayrou avec cette fois-ci le titre de ministre délégué.

## Positions politiques

### Questions sociétales
Selon Le Monde, Thani Mohamed Soilihi a voté pour la loi Taubira instaurant le mariage pour tous en 2013, pour l'interdiction des thérapies de conversion en 2022, pour l'inscription de l'IVG dans la Constitution en 2024 et contre la proposition de loi au Sénat sur la prise en charge des mineurs « en questionnement de genre » en 2024, mais aussi contre la loi Schiappa de 2018 renforçant la condamnation des violences sexistes et sexuelles, qui systématise et durcit notamment celle de la pédocriminalité.

### Question africaine
Thani Mohamed Soilihi est pour un partenariat de développement renouvelé, entre la France, et les pays africains, qu'il souhaite plus lisible, affranchi des clichés d'une aide néocoloniale ou d'un retrait larvé de la France.

## Pour approfondir